# SPICA (entreprise)
Pour les articles homonymes, voir Spica.
SPICA S.p.A (Società Pompe Iniezione Cassani & Affini) était un fabricant italien de systèmes d'injection de carburant.

## Histoire
La société a été fondée par Francesco Cassani en 1932. Les systèmes d'injection de carburant SPICA ont été utilisés dans les moteurs diesel et essence. En 1941, Alfa Romeo prend le contrôle de l'entreprise. Plus tard, l'entreprise a également produit des bougies d'allumage, des amortisseurs, des pompes à huile et d'autres pièces automobiles. En 1987, la société est devenue une partie du groupe Fiat, et en 1995, la société a été vendue à Delphi et TRW.
Le fondateur de l'entreprise, Francesco Cassani, a quitté l'entreprise en 1942 et en a fondé une nouvelle avec son frère Eugenio appelée SAME (Società Accomandita Motori Endotermici) . Aujourd'hui, cette société est connue sous le nom de SAME Deutz-Fahr.